# 뽕 (영화)
"뽕"은 소설 뽕을 원작으로 한 한국 영화다. 1985년 이두용 감독이 제작하였다. 이미숙이 여주인공 안협 역으로 이대근이 머슴 역으로 이무정이 남편 역으로 출연하였다.

## 출연

### 주연
- 이미숙 (안협 역)
- 이대근 (머슴 삼돌 역)
- 이무정 (김삼보 역)
- 나정옥

### 조연
- 한태일
- 김정하
- 양택조
- 태일
- 추석양
- 정규영
- 박용팔
- 곽은경
- 최성관
- 장인한
- 오영화 (마을 주모 역)
- 황건 (아랫마을 폐병쟁이 역)

## 기타
- 원작자: 나도향
- 제작실장: 김진문
- 제작부장: 전융행
- 제작진행: 노평철
- 촬영부: 성광제
- 촬영부: 조용배
- 촬영부: 이호창
- 촬영부: 이동욱
- 조명: 차정남
- 조명부: 임춘행
- 조명부: 서석규
- 조명부: 김병훈
- 조명부: 이정호
- 스크립터: 전영성
- 조감독: 김혁
- 조감독: 김지훈
- 조감독: 양동우
- 동시녹음: 이재웅
- 음향: 이성우
- 믹싱: 이재웅
- 미술: 박효진
- 소품: 김호길
- 미용: 조경애
- 분장: 홍동은
- 음악부문: 김영임
- 녹음부: 이성근
- 녹음부: 오기삼
- 녹음부: 소원종
- 녹음부: 이형훈
- 효과: 김경일

## 수상 내역
- 1986년 제6회 한국영화평론가협회상 최우수작품상
- 1986년 제6회 한국영화평론가협회상 남우주연상
- 1986년 제6회 한국영화평론가협회상 여우주연상
- 1986년 제31회 아시아태평양영화제 여우주연상

## 같이 보기
- 1996 뽕